# Khajihosahalli, Hosakote
Khajihosahalli là một làng thuộc tehsil Hosakote, huyện Bangalore Rural, bang Karnataka, Ấn Độ.